# Pius X College (Almelo)
Het Pius X College is een katholieke scholengemeenschap voor vmbo, havo en vwo (atheneum en gymnasium). De school heeft twee vestigingen in Almelo. De vmbo- en havo/vwo-locatie is slechts gescheiden door een eigen sportveld. In Rijssen staat de derde locatie van de school. De school biedt tweetalig onderwijs (in de onderbouw), FLE (in de bovenbouw) en Anglia aan. Het Pius X is vernoemd naar Paus Pius X die paus was van 1903 tot 1914. De scholen vallen onder Stichting Carmelcollege, verder is er een nauwe samenwerking met de scholengemeenschap St. Canisius.